# ضیاء الرحمن
ضیاء الرحمن (بنگالی: জিয়াউর রহমান؛ زاده ۱۹ ژانویهٔ ۱۹۳۶ – درگذشته ۳۰ مهٔ ۱۹۸۱) یک سیاست‌مدار اهل بنگلادش بود.